# Gjettum Station (1930-2006)
|  | Ikke at forveksle med den nuværende Gjettum Station. |
Gjettum Station (Gjettum stasjon) var en metrostation på Kolsåsbanen på T-banen i Oslo. Stationen lå ved foden af Kolsåstoppen og var første stop på naturstien op til toppen.
Stationen blev nedlagt 1. juli 2006, da Kolsåsbanen blev lukket for opgradering til metrostandard. I stedet åbnedes en ny Gjettum Station, der også erstattede Valler Station, 12. oktober 2014.